# Вінчестер (Індіана)
Вінчестер (англ. Winchester) — місто (англ. city) в США, в окрузі Рендолф штату Індіана. Населення — 4843 особи (2020).

## Географія
Вінчестер розташований за координатами 40°10′20″ пн. ш. 84°58′37″ зх. д. / 40.17222° пн. ш. 84.97694° зх. д. (40.172100, -84.977051).  За даними Бюро перепису населення США в 2010 році місто мало площу 8,65 км², з яких 8,62 км² — суходіл та 0,03 км² — водойми.

## Демографія
Згідно з переписом 2010 року, у місті мешкало 4935 осіб у 2051 домогосподарстві у складі 1281 родини. Густота населення становила 570 осіб/км².  Було 2349 помешкань (271/км²).
Расовий склад населення:
| - 96,1 % — білих - 0,5 % — корінних американців - 0,5 % — чорних або афроамериканців - 0,5 % — азіатів - 1,3 % — осіб інших рас |

До двох чи більше рас належало 1,1 %. Частка іспаномовних становила 2,6 % від усіх жителів.
За віковим діапазоном населення розподілялося таким чином: 23,6 % — особи молодші 18 років, 57,5 % — особи у віці 18—64 років, 18,9 % — особи у віці 65 років та старші. Медіана віку мешканця становила 40,2 року. На 100 осіб жіночої статі у місті припадало 91,0 чоловіків;  на 100 жінок у віці від 18 років та старших — 87,7 чоловіків також старших 18 років.
Середній дохід на одне домашнє господарство  становив 59 305 доларів США (медіана — 32 273), а середній дохід на одну сім'ю — 72 302 долари (медіана — 47 614). Медіана доходів становила 41 372 долари для чоловіків та 30 038 доларів для жінок. За межею бідності перебувало 20,5 % осіб, у тому числі 26,9 % дітей у віці до 18 років та 8,4 % осіб у віці 65 років та старших.
Цивільне працевлаштоване населення становило 1880 осіб. Основні галузі зайнятості: виробництво — 22,8 %, освіта, охорона здоров'я та соціальна допомога — 22,8 %, роздрібна торгівля — 13,5 %, мистецтво, розваги та відпочинок — 9,0 %.

## Персоналії
- Роберт Вайз (1914—2005) — американський кінорежисер